# Serba
Serba est une commune allemande de l'arrondissement de Saale-Holzland, Land de Thuringe.

## Géographie
La commune comprend aussi les villages de Trotz et de Klengel.
|         | Rauschwitz |            |
| Bürgel  | Serba      | Hainspitz  |
| Waldeck |            | Weißenborn |

Le territoire de la commune est traversé par la Bundesstraße 7 et la Bundesautobahn 9.

## Histoire
Serba est un village fondé par les Sorabes, comme en témoignent les fermes anciennes et le domaine de Klengel.
Serba est mentionné pour la première fois en 1330, Klengel en 1267 et Trotz en 1830.

## Source de la traduction
- (de) Cet article est partiellement ou en totalité issu de l’article de Wikipédia en allemand intitulé « Serba » (voir la liste des auteurs).